# باوند (فلم)
باوند (بالإنجليزية: Bound) هو فيلم إثارة وجريمة أمريكي، صدر عام 1996، كتبه وأخرجه واتشوسكيس في أول فيلم سينمائي روائي طويل له. يتحدث الفيلم عن فيوليت (جنيفر تيلي)، التي تتوق للهروب من علاقتها بصديقها قيصر المافيا (جو بانتوليانو)، تدخل في علاقة سرية مع المغري السابق كوركي (جينا غيرشون)، وتفقس المرأتان مخططًا لسرقة مليوني دولار من أموال المافيا.

## الإصدار

### التصنيف
تم تصنيف باوند من قبل جمعية الفيلم الأمريكي (MPAA) على أنها R لـ «النشاط الجنسي القوي والعنف واللغة» لتحقيق هذا التصنيف، كان على المخرجين قطع جزء من المشهد الجنسي الأول بين كوركي وفيوليت. كانت جمعية MPAA أكثر اهتمامًا بصور ما أسمته لانا واتشوسكيس «جنس اليد». تم تصنيف الفيلم R في أستراليا و R18 في نيوزيلندا و 18 في المملكة المتحدة. في كندا، تم تصنيفه على أنها R في مانيتوبا وأونتاريو، و18 في نوفا سكوشا و 16+ في كيبيك.

### شباك التذاكر
بلغ إجمالي باوند 3,802,260 دولارًا في الولايات المتحدة و 3,209,057 دولارًا من أقاليم أخرى، ليصبح المجموع العالمي 7,011,317 دولارًا. في عطلة نهاية الأسبوع الافتتاحي، حيث عرض الفيلم في 261 مسرحًا، كسب الفيلم 900,902 دولارًا، والتي كانت 23.7 ٪ من إجماليه. وفقًا لـ Box Office Mojo، فقد احتلتة الفيلم المرتبة 161 لجميع الأفلام التي تم إصدارها في الولايات المتحدة في عام 1996، وفي المرتبة 74 للأفلام المصنفة من فئة R التي تم إصدارها في ذلك العام. اعتبارًا من يوليو 2012، كان ترتيبها على الإطلاق للأفلام المتعلقة بـ LGBT هو 59.